# Geologisches Museum der Provinz Shaanxi
Das Geologische Museum der Provinz Shaanxi (chinesisch 陕西地质博物馆, Pinyin Shaanxi dizhi bowuguan, englisch Geological Museum of Shaanxi Province) ist ein geologisches Museum in der Stadt Xi’an, der Hauptstadt der chinesischen Provinz Shaanxi. Es wurde 1981 gegründet. Das Museum beherbergt eine Sammlung von über 4.500 Objekten.